# L'Éveil (film)
Pour les articles homonymes, voir L'Éveil et Awakening.
Pour plus de détails, voir Fiche technique et Distribution.
L'Éveil (Awakenings) est un film américain réalisé par Penny Marshall et sorti en 1990.
Il s'agit de l'adaptation des mémoires L'Éveil (Awakenings, 1973) d'Oliver Sacks, qui s'inspire d'une histoire vraie.

## Synopsis
En 1969, le docteur Malcolm Sayer, jeune médecin n'ayant fait jusque-là que de la recherche, rejoint la clinique psychiatrique de Bainbridge, dans le Bronx.
Celle-ci garde, plutôt qu'elle ne soigne, des malades chroniques, dont un certain nombre sont atteints de séquelles d'encéphalite léthargique et depuis des années dans un état cataleptique.
Parmi eux, Léonard Lowe, âgé de 50 ans, qui a commencé à être frappé de maladie alors qu'il avait 11 ans et semble maintenant tout à fait sans réponse.
Souhaitant venir en aide à ces malades, Sayer administre à ses patients atteints du même syndrome une nouvelle molécule, la L-DOPA, développée à l'origine pour soigner la maladie de Parkinson, et obtient des résultats spectaculaires.

## Fiche technique
Sauf indication contraire, les informations mentionnées dans cette section peuvent être confirmées par la base de données cinématographiques IMDb,  présente dans la section « Liens externes ».
- Titre original : Awakenings
- Titre français : L'Éveil
- Réalisation : Penny Marshall
- Scénario : Steven Zaillian, d'après l'ouvrage L'Éveil d'Oliver Sacks
- Musique : Randy Newman
- Direction artistique : Bill Groom
- Décors : Anton Furst
- Costumes : Cynthia Flynt
- Photographie : Miroslav Ondrícek
- Montage : Battle Davis et Gerald B. Greenberg
- Production : Lawrence Lasker et Walter F. Parkes
- Production déléguée : Elliot Abbott, Penny Marshall et Arne Schmidt
- Société de production : Lasker/Parkes Productions
- Société de distribution : Columbia Pictures
- Pays de production :  États-Unis
- Langue originale : anglais
- Format : couleur - 1,85:1 - son Dolby Surround - 35 mm
- Genre : drame
- Durée : 121 minutes
- Dates de sortie :
  - États-Unis : 12 décembre 1990 (avant-première à Century City) ; 20 décembre 1990 (sortie limitée) ; 11 janvier 1991 (sortie nationale)
  - France : 20 février 1991

## Distribution
- Robin Williams (VF : Michel Papineschi) : Dr Malcolm Sayer
- Robert De Niro (VF : Jacques Frantz) : Leonard Lowe
- Julie Kavner (VF : Anna Gaylor) : Eleanor Costello, l'infirmière assistante du docteur Sayer
- Ruth Nelson (VF : Nathalie Nerval) : Mme Lowe, la mère de Leonard
- John Heard (VF : Jean-Luc Kayser) : Dr Kaufman, le supérieur du docteur Sayer
- Penelope Ann Miller (VF : Isabelle Ganz) : Paula, la jeune femme, dont Leonard tombe amoureux
- Max von Sydow (VF : Edmond Bernard) : Dr Peter Ingham
- Alice Drummond (VF : Annick Alane) : Lucy Fishman
- Judith Malina (VF : Monique Mélinand) : Rose
- Barton Heyman (VF : Yves Barsacq) : Bert
- Anne Meara : Miriam
- Richard Libertini (VF : Edmond Bernard) : Sidney
- Peter Stormare : le conférencier neuro-chimiste désagréable
- Laura Esterman (VF : Marie Marczack) : Lolly
- Bradley Whitford (VF : Alain Courivaud) : Dr Tyler
- Dexter Gordon : Rolando
- Jayne Haynes (VF : Françoise Fleury) : Frances
- George Martin : Frank
- Vin Diesel : un infirmier (non crédité)

## Production

### Tournage

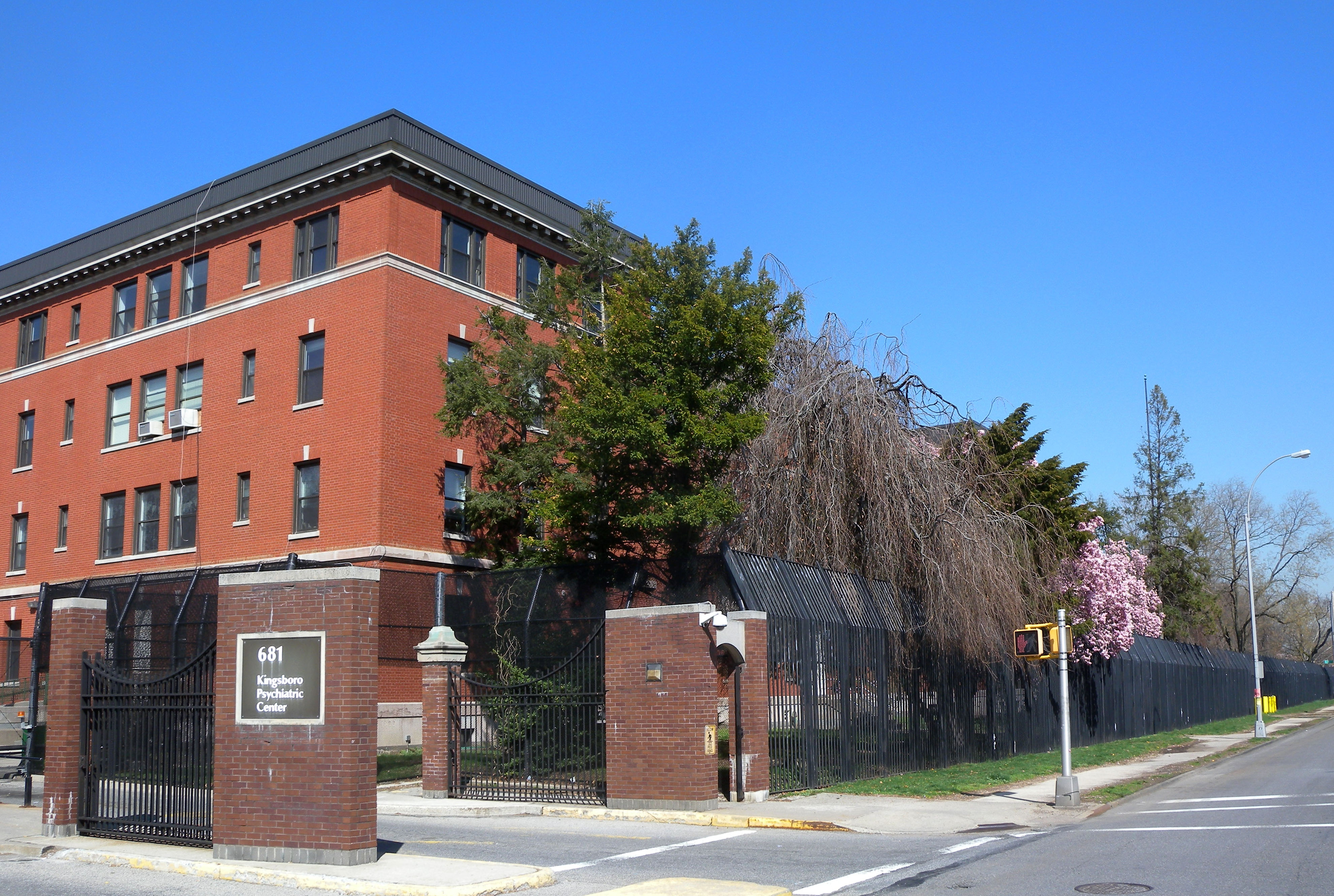
Le centre psychiatrique de Kingsboro.

Le tournage commence le 16 octobre 1989, dans le centre psychiatrique de Kingsboro (Kingsboro Psychiatric Center), dans le quartier de Brooklyn, et prend fin le 16 février 1990. Selon Robin Williams, le centre étant toujours exploité, de véritables patients font partie des figurants . En outre, quelques scènes sont filmées dans le jardin botanique de New York, à l'école de Julia Richman (en) et dans le quartier Park Slope

### Musique
La musique du film est composée par Randy Newman. L'album de la bande originale est sorti en 1991 sur le label Reprise Records :
Liste des titres
1. Leonard
2. Dr. Sayer
3. Lucy
4. Catch
5. Rilke's Panther
6. L Dopa
7. Awakenings
8. Time Of The Season (interprétée par The Zombies)
9. Outside
10. Escape Attempt
11. Ward Five
12. Dexter's Tune (piano par Randy Newman)
13. The Reality Of Miracle
14. End Title

On peut également entendre des chansons non originales dans le film :
- I'm Always Chasing Rainbows, composé par Harry Carroll et Joseph McCarthy
- O Soave Fanciulla, de l’opéra La Bohème de Puccini, interprété par Mirella Freni et Nicolaï Gedda
- Purple Haze, interprété par Jimi Hendrix
- Shanghai Shuffle, interprété par Fletcher Henderson
- Sing, Sing, Sing, composé par Louis Prima
- Time of the Season, interprété par The Zombies
- You Made Me Love You, composé par Joseph McCarthy et James V. Monaco

## Distinctions

### Récompense
- New York Film Critics Circle Awards 1990 : meilleur acteur pour Robert De Niro[5]

### Nominations
- Oscars 1991 :
  - Meilleur film
  - Meilleur scénario adapté
  - Meilleur acteur pour Robert De Niro[6]
- Golden Globes 1991 : meilleur acteur pour Robin Williams[7]
- Awards of the Japanese Academy 1992 : meilleur film étranger
- Grammy Awards 1992 : meilleure bande originale de film